# Ronald Kampamba
Ronald Kampamba (26 mei 1994) is een Zambiaanse voetballer. Hij speelt als aanvaller bij Lierse SK. Hij debuteerde op 3 februari 2016 tegen Union. Hij viel in voor Brahim Sabaouni in minuut 83. Hij wordt gehuurd van Wadi Degla FC. Hij werd op 31 augustus binnengehaald, maar omwille van visumproblemen raakte hij pas op 6 januari 2016 in Europa. 

## Statistieken
| Seizoen        | Club           | Land            | Competitie     | Competitie | Competitie | Beker | Beker | Internationaal | Internationaal | Totaal | Totaal |
| Seizoen        | Club           | Land            | Competitie     | Wed.       | Dlp.       | Wed.  | Dlp.  | Wed.           | Dlp.           | Wed.   | Dlp.   |
| -------------- | -------------- | --------------- | -------------- | ---------- | ---------- | ----- | ----- | -------------- | -------------- | ------ | ------ |
| 2015/16        | Lierse SK      | Vlag van België | Tweede Klasse  | 2          | 0          | 0     | 0     | —              | —              | 2      | 0      |
| Carrièretotaal | Carrièretotaal | Carrièretotaal  | Carrièretotaal | 2          | 0          | 0     | 0     | 0              | 0              | 2      | 0      |

Bijgewerkt t/m 30 april 2016.